# Eugenia Choińska

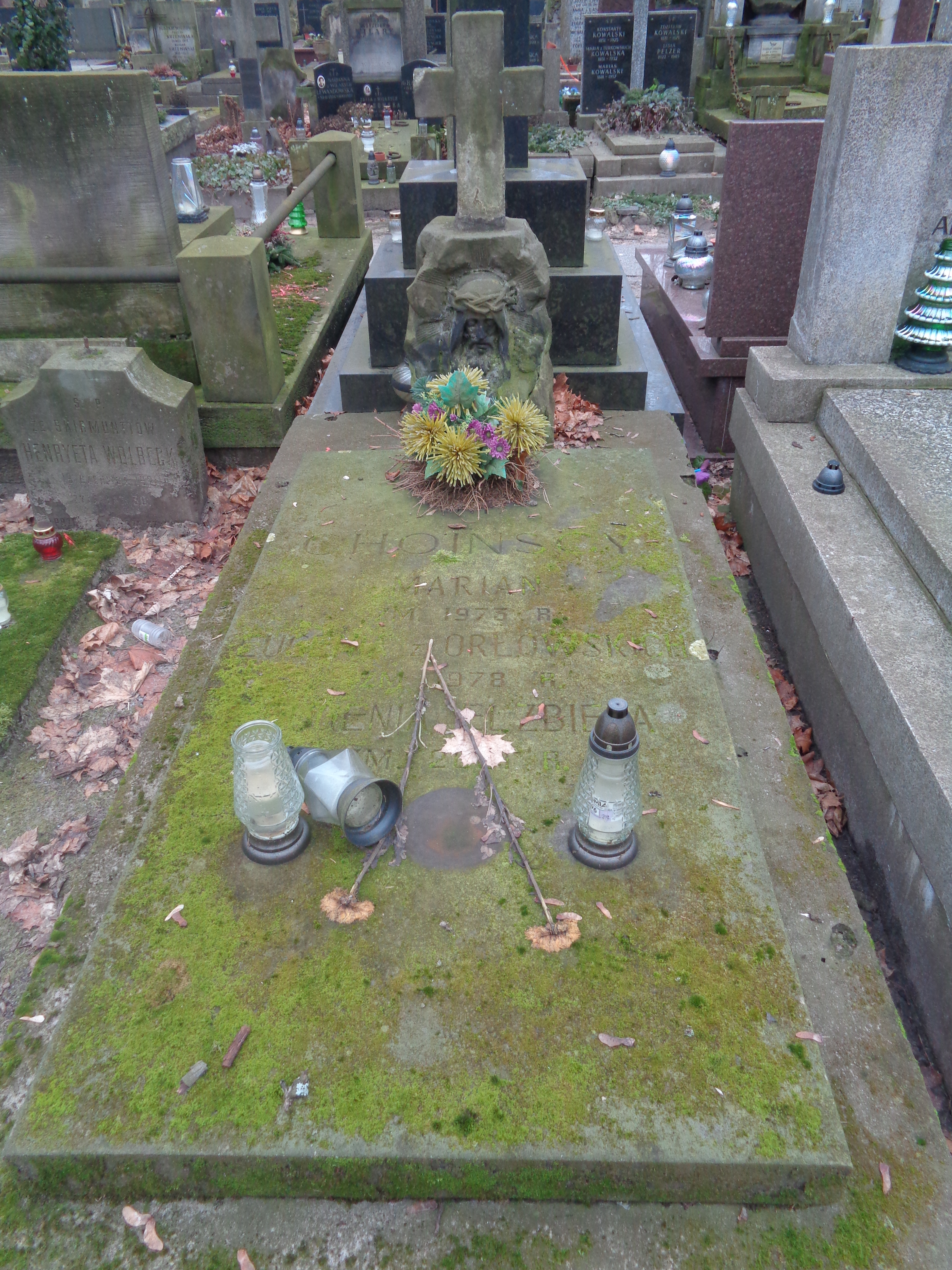
Grób Eugenii Choińskiej na cmentarzu Powązkowskim

Eugenia Choińska (ur. 1907, zm. 2001 w Warszawie) – nauczycielka szkół średnich ogólnokształcących i pedagogicznych w Szymanowie i Warszawie.

## Życiorys
Ukończyła Gimnazjum Marii Taniewskiej i Państwowy Instytut Robót Ręcznych w Warszawie. Współorganizowała tajne nauczanie XVI Liceum Ogólnokształcącego w Warszawie oraz Tajny Komitet Pomocy dla Nauczycieli. Wykładowca Studium Pedagogicznego przy ASP w Warszawie, wieloletni członek Komisji Programowych i Pomocy Naukowych Ministerstwa Oświaty oraz Komisji Historycznej ZNP. Autorka programów i publikacji zawodowych. Współzałożycielka i wieloletnia przewodnicząca Koła im. Władysława Przanowskiego przy Towarzystwie Przyjaciół Warszawy. Niestrudzona propagatorka homeopatii. Odznaczona Krzyżem Kawalerskim Orderu Odrodzenia Polski oraz innymi odznaczeniami. Pochowana na cmentarzu Powązkowskim.

## Publikacje
- Z dziejów oświaty w Polsce: Państwowy Instytut Robót Ręcznych (1923-1950). Warszawa: Instytut Badań Edukacyjnych, 1998, s. 233–235.
- Homeopatia Praktyczna, 1997